# Socrates II
Socrates II (ang. programme Socrates II) – program edukacyjny uruchomiony przez UE w 2000 r. jako kontynuacja programu Socrates I. Podobnie jak poprzednik nazwę otrzymał na cześć żyjącego od 469 do 399 p.n.e. jednego z największych filozofów greckich – Sokratesa. Program przewidziany został na kolejnych sześć lat i zakończył się w 2006 r. Podobnie jak w poprzednim projekcie uczestniczyły w nim zarówno kraje członkowskie UE, jak i nienależące: Islandia, Liechtenstein, Norwegia oraz stowarzyszone, starające się o członkostwo – część z nich przyjęta została w roku 2004 i 2007 – (por. Rozszerzenie 2004 i 2007): Bułgaria, Cypr, Czechy, Estonia, Litwa, Łotwa, Malta, Polska, Rumunia, Słowacja, Słowenia, Turcja i Węgry. Sokrates II skupił się przede wszystkim na wspomaganiu współpracy europejskiej w dziedzinie edukacji, podnoszeniu jakości nauczania dzieci, młodzieży i dorosłych. W dalszym ciągu jednym z istotnych celów było propagowanie idei Europy Narodów – zgodnie z dewizą UE – Jedność w różnorodności (łac. In varietate concordia). Cele pozostały w zasadzie takie same, rozszerzono tylko działanie programu o nowe kraje nieczłonkowskie.
W skład pakietu Sokrates II wchodziły:
- program Erasmus
- program Comenius
- program Lingua
- program Minerva
- program Grundtvig
- program Arion
- sieć Eurydice
- program Naric

31 grudnia 2006 roku dobiegła końca edycja programu Socrates II (realizowana w latach 2000–2006/2007). Wszelkie działania zakończone zostały 31 sierpnia 2007 r. Kontynuacją programu jest program Lifelong Learning Programme (Uczenie się przez całe życie), przewidziany do realizacji w latach 2007–2013.